# Stefan Frühbeis
 (mars 2018).
Si vous disposez d'ouvrages ou d'articles de référence ou si vous connaissez des sites web de qualité traitant du thème abordé ici, merci de compléter l'article en donnant les références utiles à sa vérifiabilité et en les liant à la section « Notes et références ».
Stefan Frühbeis est un footballeur allemand né le 1er mars 1979 à Munich.

## Carrière
- ????-???? : FC Deisenhofen  Allemagne
- ????-???? : Bayern Munich  Allemagne
- ????-2000 : Unterhaching  Allemagne
- 2000-2004 : Wacker Burghausen  Allemagne
- 2004-2005 : TSV Munich 1860  Allemagne
- depuis 2005 : Unterhaching  Allemagne